# Crónica de veinte reyes
La Crónica de veinte reyes es el nombre con que se denomina una familia de crónicas alfonsíes cuyo contenido comprende la historia de los reyes de León desde Fruela II hasta Fernando III el Santo.  Se compone de varias secciones, de las cuales la primera, hasta el reinado de Fernando II de León, coincide con la llamada Versión crítica de la Estoria de España, elaborada entre 1282 y 1284, en lo relatado hasta el reinado de Bermudo III de León, completada con la Crónica de Castilla. Según ello, la Crónica de veinte reyes no es sino un subarquetipo de la Versión crítica de la Estoria de España, pero que incluye más materiales hasta el reinado de Fernando III.
Desde lo narrado en el reinado de Alfonso IX (la sección que en la edición de Menéndez Pidal de 1906 que tituló Primera crónica general comprende los capítulos 802 a 1052), coincide con la Crónica de Castilla, y con esta comparte un prototipo común anterior. En esta parte de la crónica se historian los sucesos de Fernán González y del Cid, entre cuyos materiales se incluyeron fuentes épicas, como una prosificación del Cantar de mio Cid que ha permitido reconstruir pasajes del folio inicial perdido del códice único del Cantar.
Inicialmente Menéndez Pidal pensó que la Crónica de veinte reyes databa de c. 1360, pero la crítica, desde la década de 1990, concuerda en que el texto de esta crónica refleja el de la Versión crítica de la Estoria de España, redactada por el escritorio de Alfonso X el Sabio entre 1282 y 1284, que rehacía y ampliaba una Versión primitiva de 1274. Ya estudiosos como Henry Lang (1926), Theodore Babbitt (1936) y José Gómez Pérez (1963) defendieron que la parte inicial de la Crónica de veinte reyes, que comprende hasta el reinado de Alfonso VI, constituía la redacción más antigua de la Estoria de España. Finalmente, y tras los trabajos de Diego Catalán, la crítica ha aceptado la identificación de la Crónica de veinte reyes con la Versión crítica en la sección que llega hasta el reinado de Bermudo III.

## Códices
La Crónica de veinte reyes se ha transmitido en un conjunto de doce códices manuscritos: 
- X Biblioteca de la Universidad de Salamanca: 1.824 (olim. 2-C-2 Real Biblioteca, Madrid) olim. = signatura antigua
- N o E1 Biblioteca del Monasterio de El Escorial (Madrid); Y-I-12 (olim. II.N.7 y I.D.ll)
- N' Real Biblioteca (Madrid): 11-2347 (olim. 2-K-8)
- J Biblioteca del Monasterio de El Escorial: X-I-6 (olim. I-N.7 y I.D.11)
- Min Biblioteca de la Universidad de Minnesota (Mineapolis): Z946.02/fc881 Digitalizado
- K Biblioteca de la Universidad de Salamanca: 2.211 (olim. 2-M-1 Real Biblioteca)
- L Biblioteca del Monasterio de El Escorial (Madrid): X-II-24 (olim. V.Ξ.14 y Y.B.16)
- Ñ Biblioteca Menéndez Pelayo (Santander): 159
- F Biblioteca Nacional de Madrid: 1.501 (olim. F-132 y F-113) Digitalizado - atención no corresponde en páginas tamaño y otros con lo indicado por CAMPA, sin embargo encaja conphilobiblon ficha
- G Biblioteca Nacional de Madrid): 18.416 (olim. 1.079) Digitalizado ficha
- B Biblioteca Menéndez Pelayo (Santander): 549 (olim. R-jj-11-8)
- C Biblioteca Nacional de Madrid: 1.507 (olim. F-124) Digitalizado ficha

notas:
- hay muy diversas formas de referenciar a los códices. Por ejemplo, Cervantesvirtual llama a la F como VR-F enmarcando los códices de la crónica en los códices de la Estoria de España - CV-Cronica Veinte Reyes
- lista de códices e información detallada en Philobiblon
- Este que escribe no ha localizado una transcripción abierta de la crónica per se, pero en lo que pueda coincidir coincide con la crónica de Castilla se puede ver en "Crónica de Castilla" editada por la Catedrática Patricia Rochwert-Zuili, si bien no he revisado a que códice pueda corresponder.

## Ediciones
- CAMPA, Mariano de la, «La Crónica de veinte reyes y las Versiones crítica y concisa de la Estoria de España. Ediciones críticas y estudio», Madrid, Universidad Autónoma de Madrid, 1995, 2 vols. Tesis doctoral.
- Crónica de Veinte Reyes, ed. de José Manuel Ruiz Asencio y Mauricio Herrero Jiménez, Burgos, Ayuntamiento, 1991.
- FERNÁNDEZ-ORDÓÑEZ, Inés, «Versión crítica» de la «Estoria de España». Estudio y edición desde Pelalyo hasta Ordoño II, Madrid, Fundación Ramón Menéndez Pidal - Universidad Autónoma de Madrid, 1993.
- MANNETTER, T. A., Text and Concordance of the «Crónica de Once Reyes» («veinte reyes»). Escorial ms. Y-I-I2, Madison, Hispanic, Seminary of Medieval Studies, 1989. También publicada en Admyte II: Archivo digital de manuscritos y textos españoles, ed. Francisco Marcos Marín et al., Madrid, Micronet, 1999., cnúm. 352.
- RECUERO ASTRAY, M., «Los reyes de León en la Crónica de veinte reyes», en León y su historia, IV (1977), págs. 413-530.